# Duke (musicus)
Duke is het pseudoniem van Mark Carson Adams (Newcastle-upon-Tyne), een Brits zanger, songwriter, producer en componist.
Mark Adams alias Duke kreeg halverwege de jaren 90 van de 20e eeuw grote bekendheid vanwege zijn grote clubhit "So In Love With You", gemixt door Pizzaman. Het nummer, dat naar verluidt in amper 20 minuten geschreven werd, kwam in 1995 in de Nederlandse Top 40, en bereikte daar de derde plaats. Twaalf weken lang hield de single stand in de hitparade. De single was in al eerder dat jaar - 1994 - uitgebracht, maar toen was het geen succes. Totdat Norman Cook er een mix van maakte. Deze mix sloeg in als een bom, met een hoge positie tot gevolg. Duke bracht in Nederland, na "So In Love With You", nog twee singles uit: "New Beginning" en "Make Believeland". Beide werden uitgebracht in 1995, maar kwamen niet verder dan de Tipparade.
Duke heeft een herkenbaar hoge kopstem, en hij wordt ook wel beschouwd als de "wonderboy of white soul".

## Discografie

### Singles
| Single met eventuele hitnotering(en) in de Nederlandse Top 40 | Datum van verschijnen | Datum van binnenkomst | Hoogste positie | Aantal weken | Opmerkingen             |
| ------------------------------------------------------------- | --------------------- | --------------------- | --------------- | ------------ | ----------------------- |
| So In Love With You (remix)                                   | 1995                  | 04-03-1995            | 3               | 12           | Dancesmash op Radio 538 |
| New Beginning                                                 | 1995                  | tip                   | -               | -            |                         |
| Make Believeland                                              | 1995                  | tip                   | -               | -            | Dancesmash op Radio 538 |